# Système d'identification du répertoire des entreprises
Pour les articles homonymes, voir Siren.
En France, le Système d'Identification du Répertoire des ENtreprises, ou numéro SIREN est un code Insee unique qui sert à identifier une entreprise, un organisme public ou privé, une personne physique ayant une activité économique indépendante non salariée ou une association ayant des activités en France. Il existe au sein d'un répertoire géré par l'Insee : SIRENE.
Il est national, invariable, non géographisé et dure le temps de la vie de l'entité. L'Insee attribue un identifiant à toute personne juridique, physique ou morale, introduite dans le répertoire SIRENE sur demande des organismes habilités, en général le Centre de formalités des entreprises (CFE). Il correspond donc au numéro d'identification au répertoire (NIR) des personnes physiques. Il est composé de neuf chiffres, les huit premiers sont attribués séquentiellement, sauf pour les organismes publics commençant par 1 ou 2, le neuvième est une clé de contrôle.
Par exemple, 552 100 554 est le numéro SIREN de Peugeot SA.

## Historique
En 1973, un système national d'identification des entreprises et un répertoire national des entreprises et de leurs établissements ont été créés pour généraliser l'utilisation d'un identifiant unique dans toutes les relations entre l'administration et les entreprises. L'Institut national de la statistique et des études économiques (Insee) gère ce répertoire, dénommé SIRENE.
Chaque entité répertoriée dans SIRENE, est identifiée par un numéro à neuf chiffres appelé SIREN, interadministratif, d'usage maintenant général. Le numéro SIREN est non significatif ; il est attribué automatiquement par le système à la demande de l'un des associés de SIRENE, administrations et organismes habilités à demander l'identification au répertoire.
Ce numéro SIREN est un des constituants :
- du numéro d'inscription au Registre du commerce et des sociétés (RCS) ;
- du numéro d'inscription au Répertoire des métiers (RM) ;
- du numéro d'opérateur sur le marché intracommunautaire (TVA).

Chaque établissement des entités répertoriées dans SIRENE est identifié par un numéro à 14 chiffres appelé numéro SIRET.

## Calcul et validité d'un numéro SIREN
Le numéro SIREN est composé de huit chiffres, plus un chiffre de contrôle qui permet de vérifier la validité du numéro.
La clé de contrôle utilisée pour vérifier l'exactitude d'un identifiant est une clé « 1-2 », suivant l'algorithme de Luhn.

Le principe est le suivant : on multiplie les chiffres de rang impair à partir de la droite par 1, ceux de rang pair par 2 ; la somme de la somme des chiffres des nombres obtenus par ces multiplications doit être multiple de 10.
|                                   | position 9 | position 8 | position 7 | position 6  | position 5 | position 4  | position 3 | position 2 | position 1 |
| --------------------------------- | ---------- | ---------- | ---------- | ----------- | ---------- | ----------- | ---------- | ---------- | ---------- |
| SIREN                             | 7          | 3          | 2          | 8           | 2          | 9           | 3          | 2          | 0          |
|                                   | 1x7        | 2x3        | 1x2        | 2x8         | 1x2        | 2x9         | 1x3        | 2x2        | 1x0        |
| Résultat après multiplication     | 7          | 6          | 2          | 16          | 2          | 18          | 3          | 4          | 0          |
| Résultat après somme des chiffres | 7          | 6          | 2          | 7 (= 1 + 6) | 2          | 9 (= 1 + 8) | 3          | 4          | 0          |

La somme des chiffres suivants : 7+6+2+7+2+9+3+4+0 vaut 40, qui est multiple de 10.
Le numéro SIREN est donc bien formé.